# باشگاه فوتبال استقلال فرغانه
باشگاه فوتبال استقلال فرغانه یک باشگاه فوتبال است که در سال ۲۰۱۶ در شهر فرغانه ازبکستان تاسیس شده است. این باشگاه هم اکنون در لیگ حرفه‌ای ازبکستان بازی می‌کند.
رنگ لباس و شرت این تیم آبی است و بازی‌های خانگی‌اش را در ورزشگاه استقلال فرغانه برگزار می‌کند. ظرفیت این ورزشگاه ۲۰٬۰۰۰ نفر است.

## پیشینه
این تیم در نخستین فصل حضورش در سال ۲۰۱۷ در لیگ حرفه‌ای ازبکستان به مقام دومی رسید و به مرحله پلی‌آف صعود کرد اما در این مرحله با شکست برابر تیم آلمالیق از صعود به سوپر لیگ بازماند.
دومین فصل حضور این تیم نیز در لیگ حرفه‌ای ازبکستان سپری شد و این تیم این بار به مقام سومی رسید و به مرحله پلی‌آف صعود کرد اما با شکست در این مرحله برای دومین سال پیابی از صعود به سوپر لیگ بازماند.

## افتخارات
- لیگ حرفه‌ای ازبکستان[۴]
  - نائب قهرمان: ۲۰۱۷